# Конка (рукав)
Конка (Днепровская протока) — левый рукав Днепра в его нижнем течении в Херсонской области Украины. Крупнейший из рукавов дельты Днепра.
В XVIII веке по реке проходила граница с Крымским ханством. Турки называли Конку Илкысу — «Конские Воды». Название происходит от табунов диких лошадей (тарпанов), встречавшихся здесь вплоть до конца XIX века.

## Описание
Конка протекает в Днепровских плавнях в пределах Херсонского и Скадовского районов Херсонской области. Отделяется от Днепра напротив посёлка Приднепровское. Течёт на юго-запад параллельно Днепру. Недалеко от впадения в Днепровский лиман на Конке расположены острова Гапский и Круглый. Последний делит русло на Старую Конку и Новую Конку.
От города Алёшки до впадения в Днепровский лиман Конка судоходна. Через пролив близ села Белогрудово река сливается с руслом Старого Днепра, благодаря чему осуществляется удобное водное сообщение между Голой Пристанью и Херсоном (18 км).
Менее протяжённый левый рукав Днепра, расположенный выше по течению у сёл Казачьи Лагери и Крынки, также носит название Конка.
В городе Голая Пристань обустроена набережная Конки протяжённостью более километра.
Конку символизирует одна из трёх синих полос на флаге Херсона.

## Населённые пункты (по течению)
- Алёшки
- Белогрудово
- Голая Пристань

## Озёра и лиманы (по течению)
- озеро Вчерашнее
- лиман Голубой
- озеро Круглое
- озеро Нижнесолонецкое
- залив Збурьевский Кут
- озеро Красниковое
- озеро Гапка

## Конка в истории

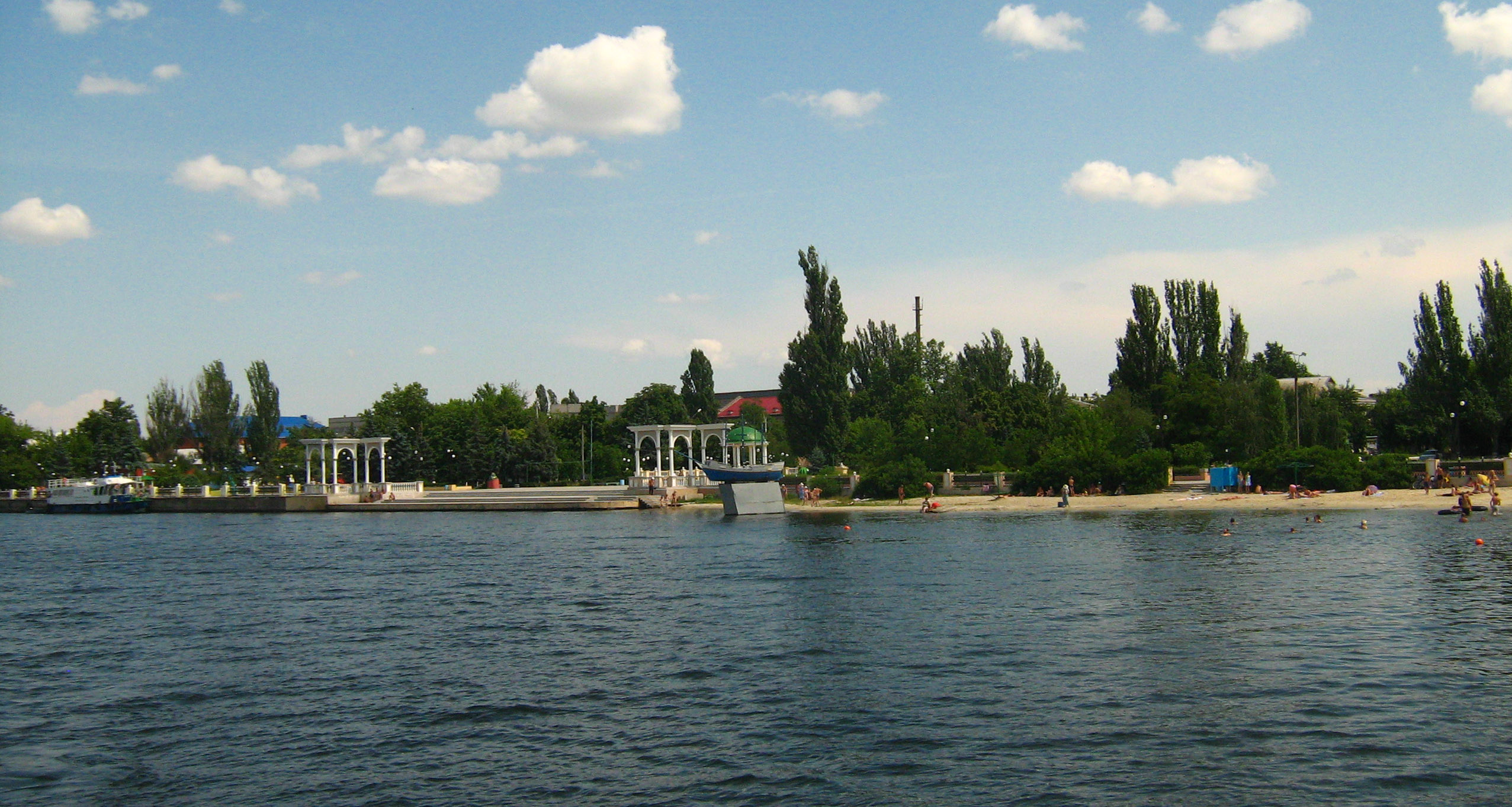
Набережная Конки в Голой Пристани.

Существует предположение, что река Конка является частью древней водной системы Геррос — Гипакирис, описанной Геродотом в V в. до н. э. Предположение о тождественности Конки и Гипакириса высказывает академик Б. А. Рыбаков в работе «Геродотова Скифия. Историко-географический анализ». В работе «Геррос Геродота» Юрий Безух утверждает: «Мы можем с уверенностью сказать, что Каланчак — Конка это и есть Геррос, а балка Большие Серогозы — Чапли с многочисленными притоками и является Гипакирис, который впадал в Каркинитский залив Чёрного моря во времена Геродота».